# Ferdynand VII w płaszczu królewskim (Museo de Zaragoza)

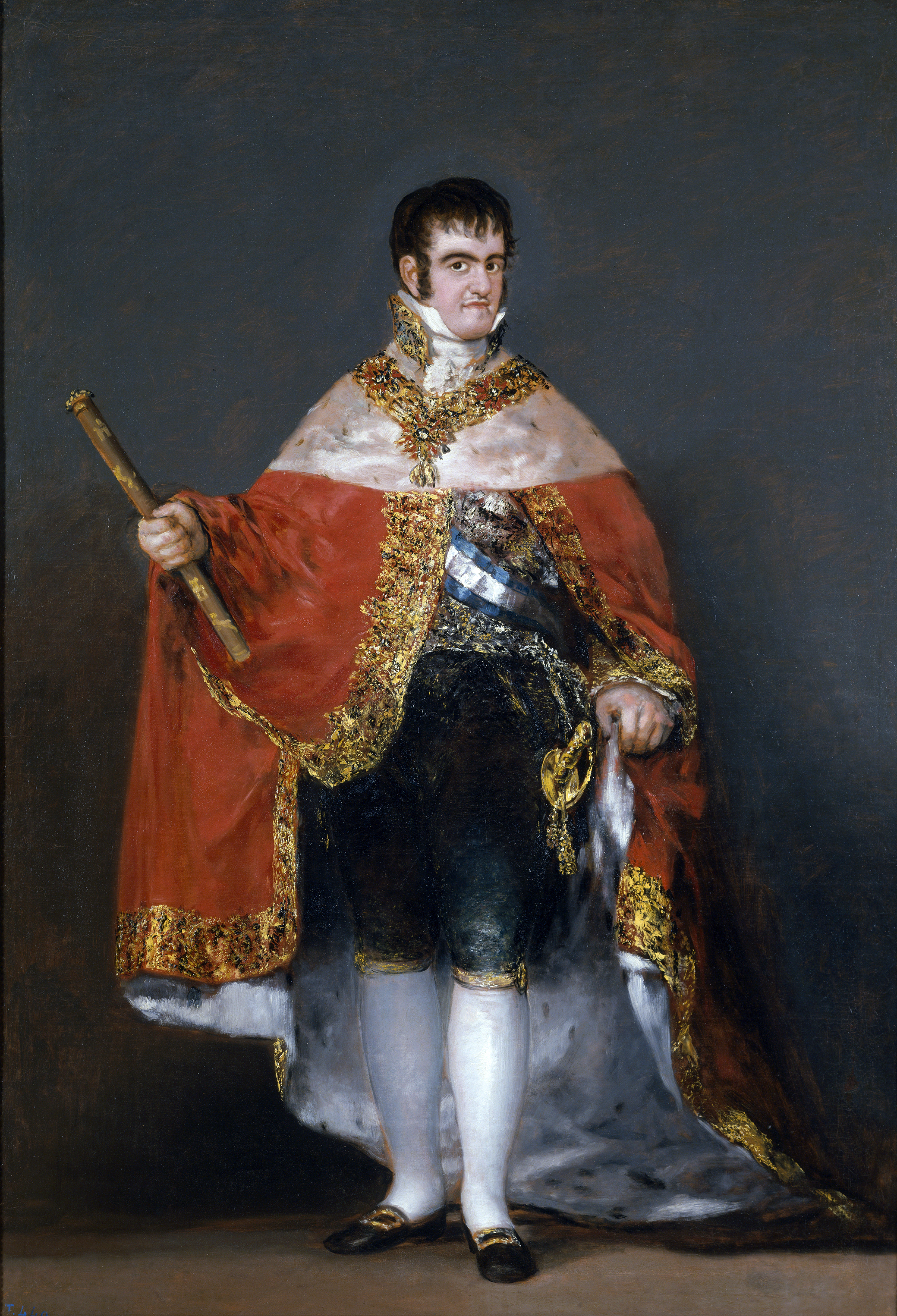
Ferdynand VII w płaszczu królewskim, 1815. Goya wykorzystywał te same szkice do namalowania różnych portretów króla

Ferdynand VII w płaszczu królewskim (hiszp. Retrato del rey Fernando VII con manto real) – obraz olejny hiszpańskiego malarza Francisca Goi. Obraz należy do zleceniodawcy, instytucji Kanału Aragońskiego i od 1921 jest eksponowany w Museo de Zaragoza.

## Ferdynand VII
Ferdynand VII (1784–1833) był synem hiszpańskiego króla Karola IV Burbona i Marii Ludwiki Burbon-Parmeńskiej. Jako książę i następca nie sprawował żadnej władzy, ponieważ para królewska faworyzowała sekretarza stanu Manuela Godoya i jemu powierzała najważniejsze obowiązki państwowe. Obawiając się o swoją sukcesję, Ferdynand spiskował przeciwko rodzicom razem z liberałami przychylnymi Napoleonowi, spisek jednak wykryto, a księcia aresztowano. Również Godoy uważał Francję i Napoleona Bonapartego za sprzymierzeńca, i nie przewidział jego planu zajęcia Hiszpanii i wcielenia jej do cesarstwa. W 1808 roku, kiedy armia francuska zbliżała się do hiszpańskiej stolicy wybuchły gwałtowne zamieszki skierowane przeciwko niepopularnemu i profrancuskiemu Godoyowi. Lud podżegany przez zwolenników księcia Ferdynanda wdarł się do Pałacu w Aranjuez, letniej rezydencji królewskiej. W wyniku tych wydarzeń Karol IV zmuszony był abdykować na rzecz syna 19 marca 1808 roku. Sytuację wykorzystał Napoleon, który zaprosił skłóconą rodzinę królewską do Bajonny, oferując wsparcie w negocjacjach. Na francuskim terytorium zmusił nowo koronowanego Ferdynanda VII do abdykacji na rzecz ojca, który następnie przekazał koronę Napoleonowi na początku maja 1808 roku. Napoleon umieścił na hiszpańskim tronie swojego brata Józefa, który panował od czerwca 1808 do grudnia 1813 roku. Ferdynand VII został uwięziony w Valençay, w tym czasie w Hiszpanii trwała wojna niepodległościowa. Odzyskał wolność i tron w 1813 roku, hiszpański lud witał go z entuzjazmem i nazywał „Upragnionym”. Panował do śmierci w 1833 roku; jego rządy charakteryzowały się powrotem do absolutyzmu i prześladowaniem liberałów i sprzyjających Francuzom.

## Okoliczności powstania
Goya wykonał pierwszy oficjalny portret króla Ferdynand VII na koniu krótko po jego wstąpieniu na tron w 1808 roku. Monarcha zgodził się wtedy na dwie krótkie sesje pozowania, które prawdopodobnie były jedynymi jakich kiedykolwiek udzielił Goi. W okresie okupacyjnych rządów Józefa Bonapartego w Hiszpanii (1808–1813) Goya unikał obowiązków nadwornego malarza i nie pobierał pensji. Po powrocie Ferdynanda VII na tron w 1814 roku wznowił pracę dla dworu. Młody król preferował neoklasyczny styl innego malarza nadwornego – Vicentego Lópeza Portañi (Portret Ferdynanda VII) i nie zamawiał więcej obrazów u Goi, chociaż do końca życia wypłacano mu pensję. Różne regionalne instytucje wciąż preferowały starszego malarza i jego styl, nie nadążając za zmianami, które dokonywały się na dworze i w sztuce. Dlatego Goya malował liczne portrety króla na zlecenie na podstawie szkiców, które przed wojną zrobił z natury. W ten sposób powstał m.in. Ferdynand VII w płaszczu królewskim i Ferdynand VII w obozie wojskowym. W zależności od zleceniodawców te szablonowe dzieła różnią się jakością i szczegółami, ale twarz i postura króla są na nich zawsze zbliżone. Ferdynand VII nie cieszył się sympatią wśród poddanych, z winy jego katastrofalnej w skutkach polityki połączonej z dramatycznymi wydarzeniami wojny niepodległościowej. José Gudiol uważa, że Goya przedstawiał Ferdynanda VII zawsze jako osobę antypatyczną i gburowatą. Ograniczał się do odwzorowania jego twarzy o niewdzięcznych rysach i wyniosłej postawy, cech potęgowanych przez kontrast z bogactwem teatralnych strojów.
We wrześniu 1814 z inicjatywy ministra Martína de Garaya instytucja Kanału Aragońskiego zamówiła u Goi indywidualne portrety króla Ferdynanda VII i jego bliskiego doradcy księcia San Carlos. Oba obrazy miały zdobić siedzibę instytucji w Saragossie. Instytucja starała się odzyskać zainteresowanie i patronat króla nad projektem przedłużenia kluczowego dla rozwoju Aragonii kanału. Obrazy zostały namalowane w pierwszej połowie 1815, przy portrecie króla współpracowali uczniowie Goi. Malarz otrzymał za nie łącznie 19 080 reali de vellón.

## Opis obrazu
Ferdynand VII został przedstawiony na ciemnym tle, ubrany w czerwony królewski płaszcz podbity białymi gronostajami. Na jego piersi widnieje zawieszony na łańcuchu Order Złotego Runa, a pod połami płaszcza widoczna jest biało-niebieska wstęga Orderu Karola III. Również na czarnym kaftanie generała widnieją liczne odznaczenia. W prawej ręce trzyma laskę będącą symbolem władzy królewskiej i zwierzchnictwa nad wojskiem. Drugą rękę w nieco teatralnym geście opiera na szabli. Za nim, na poduszce widoczna jest korona dopełniająca insygnia władzy. Król został przedstawiony w naturalistyczny sposób, Goya nie ukrywa mankamentów jego urody – niemal karykaturalnych rysów twarzy. Nieufne spojrzenie odzwierciedla podejrzliwy i mściwy charakter króla.
Na obrazie znajduje się nieautorski podpis Fco. Goya.

## Technika
Jest to dzieło o wysokiej jakości technicznej i chromatycznej, świadczą o tym m.in. wyrazisty kolor płaszcza i bogactwo szczegółów we wszystkich złotych elementach. Złote odcienie poprzez grę światła wyróżniają się na tle czarnych i czerwonych. Malując płaszcz Goya zastosował długie, grube pociągnięcia pędzlem, a także szybkie i nerwowe malując złote hafty i zdobienia szabli. Efekt przestrzeni uzyskał poprzez technikę światłocienia.

## Proweniencja
Obraz od czasu powstania należał do zleceniodawcy – instytucji Kanału Aragońskiego, obecnie zarządzanego przez Konfederację Hydrograficzną Ebro. Od 1921 jest eksponowany w Museo de Zaragoza.